# Policles el Jove
Policles el Jove (en llatí Polycles, en grec antic Πολυκλη̂ς) va ser un escultor grec que menciona Plini el Vell. Diu que va florir a l'Olimpíada 156, és a dir el 155 aC, inferior en nivell al seu homònim del segle iv aC però de prou bona reputació.
Segurament era atenenc, ja que Plini tradueix "Policles, Athenaeus" el que probablement voldria dir Πολυκλη̂ς ̓Αθηναι̂ος, o sigui, d'Atenes. Es creu que va ser l'autor d'una estàtua de Juno que era al pòrtic d'Octàvia a Roma, que va restaurar i embellir Metel Macedònic, però podria ser també obre de Policles el Vell, ja que Metel va portar de Grècia una quantitat important d'estàtues que va situar a aquest pòrtic, entre d'altres alguna del mateix Fídies. Pausànias esmenta algunes estàtues que Policles havia fet d'alguns vencedors olímpics, però tampoc no se sap segur a quin dels dos escultors pertanyen.
Va deixar dos fill, Timocles i Timàrquides que eren artistes atenencs de considerable reputació.